# ヒマリア (衛星)
ヒマリア(Jupiter VI Himalia)は、木星の第6衛星。2018年までに発見された衛星の中で内側から11番目の軌道を回っている。木星の衛星の中では6番目に大きなサイズを持ち、また木星の不規則衛星に分類される中では最も大きい。ヒマリア群という衛星の集団の中で最大のものである。

## 発見と観測
ヒマリアは1904年にチャールズ・ディロン・パーラインによってリック天文台で発見された。12月3日の観測で初めて検出され、その後数日間に渡って観測が行われた。ヒマリアの発見は、翌1905年1月5日に公表された。
ヒマリアは比較的大きな衛星ではあるが、詳細な撮像観測は行われていない。
2000年12月18日から19日にかけて、土星探査機カッシーニが、土星に向かう途中にヒマリアの画像を444万kmの距離から撮影した。だが、あまりに距離が離れていたため極めて解像度は低く、地表の情報を読み取ることは困難であった。2007年3月7日にも、ニュー・ホライズンズが冥王星に向かう途中の木星観測の一環としてヒマリアを撮影したが、これも距離が離れていたためにわずか数ピクセルの画像に留まった。

## 名称
名称は、ゼウスの3人の息子を産んだギリシア神話のニュンペー、ヒマリアから名付けられている。発見以降長い間に渡って命名されておらず、正式に命名されたのは1975年で、それ以前はJupiter VIとして知られていた。ギリシア神話に登場する女神から取ってヘスティアという名称で呼ばれることもあったが、これは最終的に採用されなかった。ヘスティアという名称は、1955年にブライアン・マースデンが提案したものである。この他にも、複数の名称案が提案されていた。

## 軌道
ヒマリアは木星からおよそ1150万kmの距離を公転しており、約251日かけて軌道を一周する。ヒマリアの周囲には似た軌道の特徴を持つ衛星が複数あり、これらはヒマリアから名前を取ってヒマリア群と呼ばれている。ヒマリア群の衛星は木星からの距離が1140万〜1300万kmの範囲にあり、軌道傾斜角はおよそ27.5°である。

## 物理的特徴
ヒマリアの自転周期は7時間46分55秒(±2秒)と測定されている。ヒマリア群の他の衛星と同様に灰色っぽい色をしており、色指数はB-V=0.62、V-R=0.4である。これはC型小惑星に類似した特徴である。カッシーニによる近赤外線での観測では全体的に特徴のないスペクトルであることが確認され、また3 µmの波長で水の存在によると思われるわずかな吸収が検出されている。
地上観測からは、直径は 170 km(半径 85 km)程度だと推定されている。またカッシーニによる観測からは、半径が 75 ± 10 km × 60 ± 10 km と、地上観測と同程度の推定値が得られている。
ヒマリアの質量の推定について、ジェット推進研究所のSolar System Dynamicsのウェブページでは、平均密度を 2.6 g/cm3 と仮定し、半径を 85 km として 6.7 × 1018 kg という値を掲載している。2005年には、他の衛星からの擾乱に基づく質量推定が行われている。ヒマリアは同じヒマリア群に属するエララと1949年7月15日に 65,031 km の距離にまで接近しており、この時の影響から質量が推定された。これによると質量の推定値は 4.2 × 1018 kgとなる。